# Narasamangalam

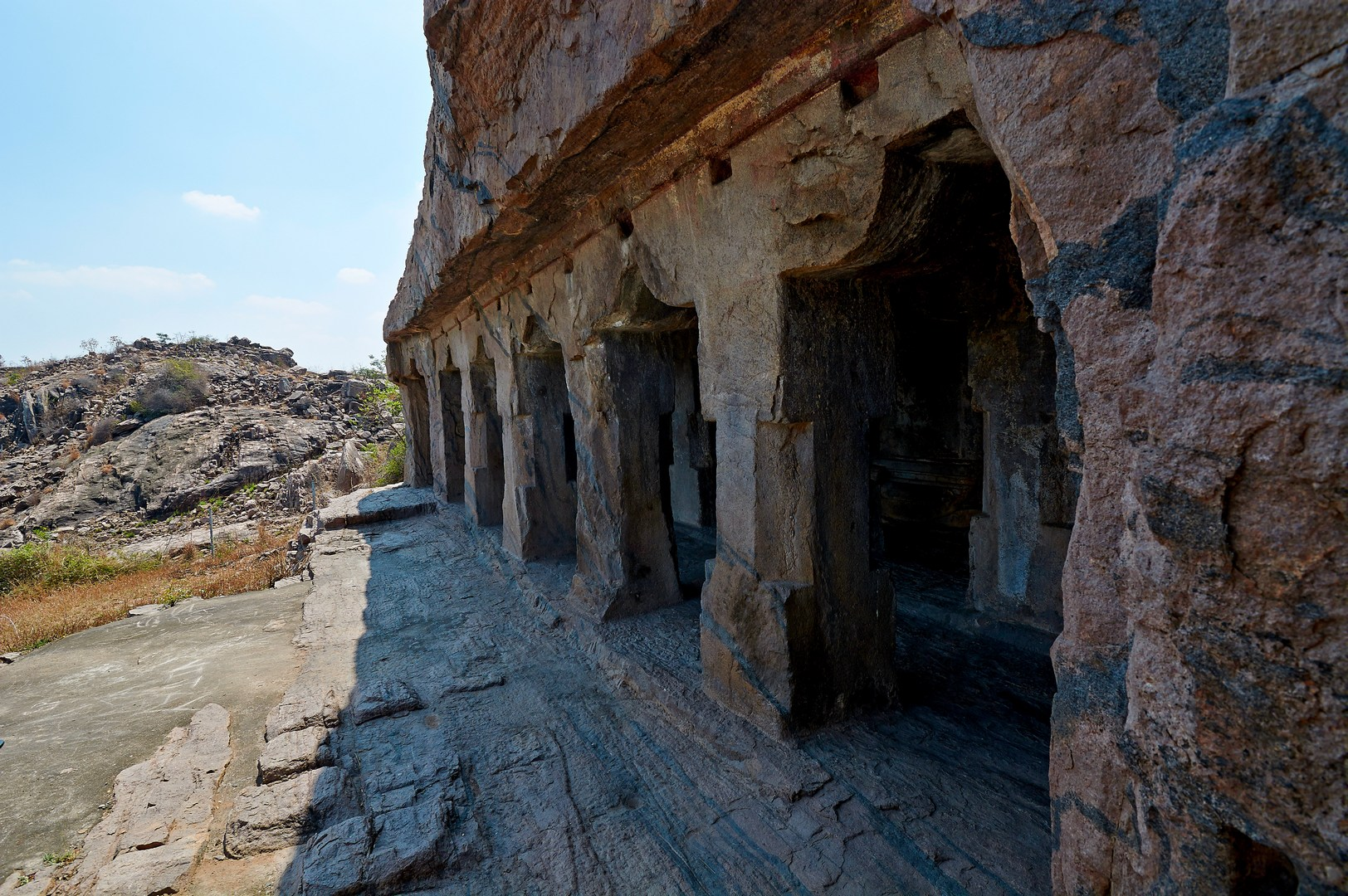
Narasamangalam – großer Felstempel

Narasamangalam ist ein ca. 1.700 Einwohner zählendes Dorf im südindischen Bundesstaat Tamil Nadu. Etwas außerhalb des Dorfes befinden sich mehrere Felstempel aus der Pallava-Zeit.

## Lage
Narasamangalam liegt in einer Höhe von gut 85 m ü. d. M. ca. 16 km (Fahrtstrecke) südlich von Kanchipuram. Das Klima ist tropisch warm; Regen fällt hauptsächlich in den Monsunmonaten Juni bis Dezember.

## Bevölkerung
Die Einwohner des Ortes sind ganz überwiegend Hindus; andere Glaubensgemeinschaften spielen unter der Landbevölkerung Südindiens kaum eine Rolle. Der männliche und der weibliche Bevölkerungsanteil sind annähernd gleich hoch.

## Wirtschaft
Im Umland des Dorfes wird Feldwirtschaft und auch etwas Viehzucht (Hühner) betrieben; im Ort selbst gibt es Kleinhändler, Handwerker und  Tagelöhner.

## Geschichte
Mit Unterbrechungen vor allem durch die Chola herrschten in der Region seit dem Frühmittelalter die Dynastien der Pandyas (Hauptstadt Madurai) und der Pallavas (Hauptstadt Kanchipuram), die jedoch die tatsächliche Macht oft an regionale Vasallen delegierten. Im 14. Jahrhundert okkupierten muslimische Herrscher kurzzeitig die Macht, die dann auf das hinduistische Vijayanagar-Reich überging, das seinerseits den Nawabs von Karnatik (ca. 1690–1801) Platz machen musste. Zwischenzeitlich stritten sich jedoch Briten und Franzosen in den Karnatischen Kriegen (1744–1763) um die Vorherrschaft in der Region.

## Sehenswürdigkeiten
Bedeutendste Sehenswürdigkeiten des Ortes sind mehrere mit Sicherheit der Pallava-Zeit (um 600/650) zuzurechnende Felsentempel. Während die kleineren dreiportalig und vollständig in die Felsen eingearbeitet sind, ist der größere mehrportalig und öffnet sich auf der linken Seite. Alle Felstempel bestehen jeweils aus quergelagerten Vorhallen (mandapas) und annähernd quadratischen Cellae (garbhagrihas), deren Eingänge erhöht sind. Wächterfiguren (dvarapalas) fehlen.